# 督戰隊
督戰隊為軍隊中的监督單位，在战场上监督军官和新兵，以防止消极避战和逃逸。若出现逃兵现象，历史上督战队有对逃亡的军官、士兵，不经军事法庭审判關禁閉等；较需要遵循军法行事的宪兵不從命令的手段更极端，甚至就地处置（枪决）的事件发生。这种简单粗暴的管理方式会引起基层官兵的反感，所以除大量征用新兵的时期，作用有限并逐渐被淘汰。

## 概要
大多国家在战时都有军队臨時受托督战任务；但是通常不会有部队專以督战作为其主要任务，盖因这样做缺乏效率和机动性且易导致众怒。
督战队多出现于军队及其所在国家处于军事、政治上的不利地位，军队战斗意志不足甚至处于哗变边缘，而政界及军方高层以督战队这种强制手段维持战场的运作；在战局有利的进攻中，督战队无必要且常会打乱战斗部署。督战队的作用也仅限于人数较少的军官、无作战经验的新兵、临时征召的限制装备的囚犯；而督战队本身因人数、战场经验、武器装备，均不及有军令组织、实际战场作战经验、优先获得先进装备的正规军，无法应对成建制的正规作战部隊。

## 簡史

### 美国

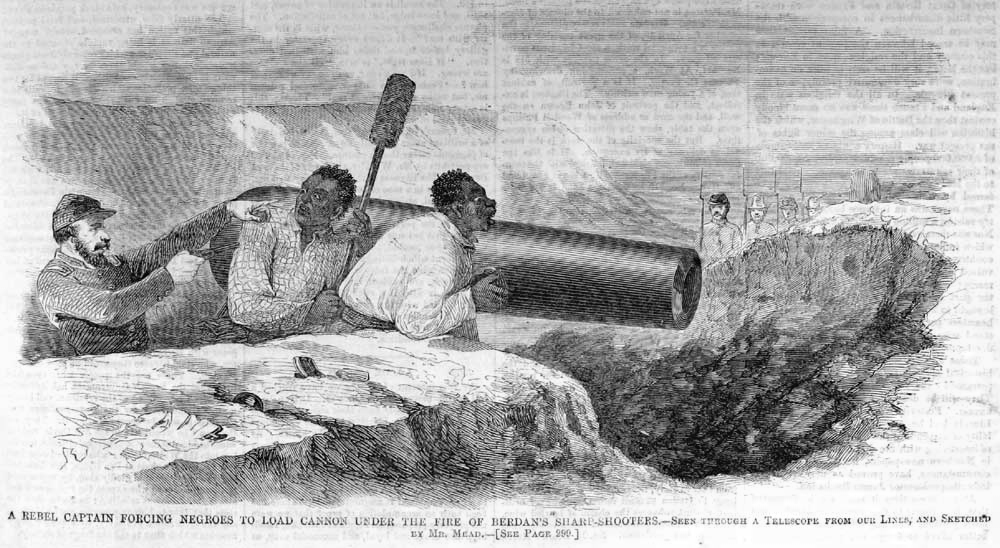
1862年的一幅插图，描绘了一名邦联军官在战斗中逼迫奴隶向联邦士兵开火。

在美国内战期间，一些南军强迫他们的黑奴在向北军作战，一些军官和士兵组织成类督战队的组织，来确保黑奴向北军作战并不会逃跑。哈佛大学历史学教授约翰·斯托在研究中介绍了前奴隶约翰·帕克经历，约翰·斯托弗称他被南军强迫在第一次牛奔河战役中与北军作战。他回忆道：
“我们的主人竭尽全力让我们战斗……他们承诺会给我们自由和金钱，但我们没有一个人相信他们；我们只是被迫作战。”
在约克镇战役期间，北军对约克镇展开猛烈进攻，南军在北军的强烈猛攻之下损失惨重。为了应对北军进攻，南军开始强迫黑人奴隶为他们装填火炮。一名北军军官报告称：“他们强迫黑人装填大炮。如果黑人不听从，他们就开枪打死；而我们如果看到黑人在装炮，也同样开枪杀死他们。”

### 苏联
在苏联红军中，督战队的概念最早出现在1918年8月，当时红军组建了名为“ заградительные отряды”（zagraditelnye otriady），意为“阻击部队”或“反撤退分队”。这些阻击部队由契卡或正规红军步兵团成员组成。

红军首次使用督战队是在1918年晚夏和秋季的俄国内战东线战场上，当时托洛茨基授权第一集团军司令米哈伊尔·图哈切夫斯基，要求他将阻击部队部署在不可靠的红军步兵团后方，命令他们在前线部队擅自逃跑或未经允许撤退时开枪射杀。1918年12月，托洛茨基下令为红军的每一个步兵部队增加额外的督战队。同年12月18日，他发出电报称：
“督战队的情况如何？据我所知，它们尚未被正式编入我们的建制，而且似乎还没有配备人员。我们绝对有必要至少建立一个初步的阻击部队网络，并制定一套补充兵力和部署的程序。”
1919年，在托洛茨基的强硬措施下，总共近837,000名逃兵和逃避征兵者中，有612名被认定为“顽固分子”并被处决。据历史学家奥兰多·费吉斯指出，“大多数逃兵多被登记为‘意志薄弱者’被送还给军队，并编入部队转送至后方军队，或直接送往前线。”即便是那些被登记为“恶意”逃兵者，在增援需求极度紧迫时，也会被重新编入部队。费吉斯还指出，红军设立了“赦免周”，在此期间不会对逃兵采取惩罚措施，鼓励他们自愿归队，这一政策促使大约98,000至132,000名逃兵重返军队。督战队还被用于在红军控制的地区强制执行布尔什维克对粮食供应的控制，这是列宁战时共产主义政策的一部分，但也因此招致百姓的不满。

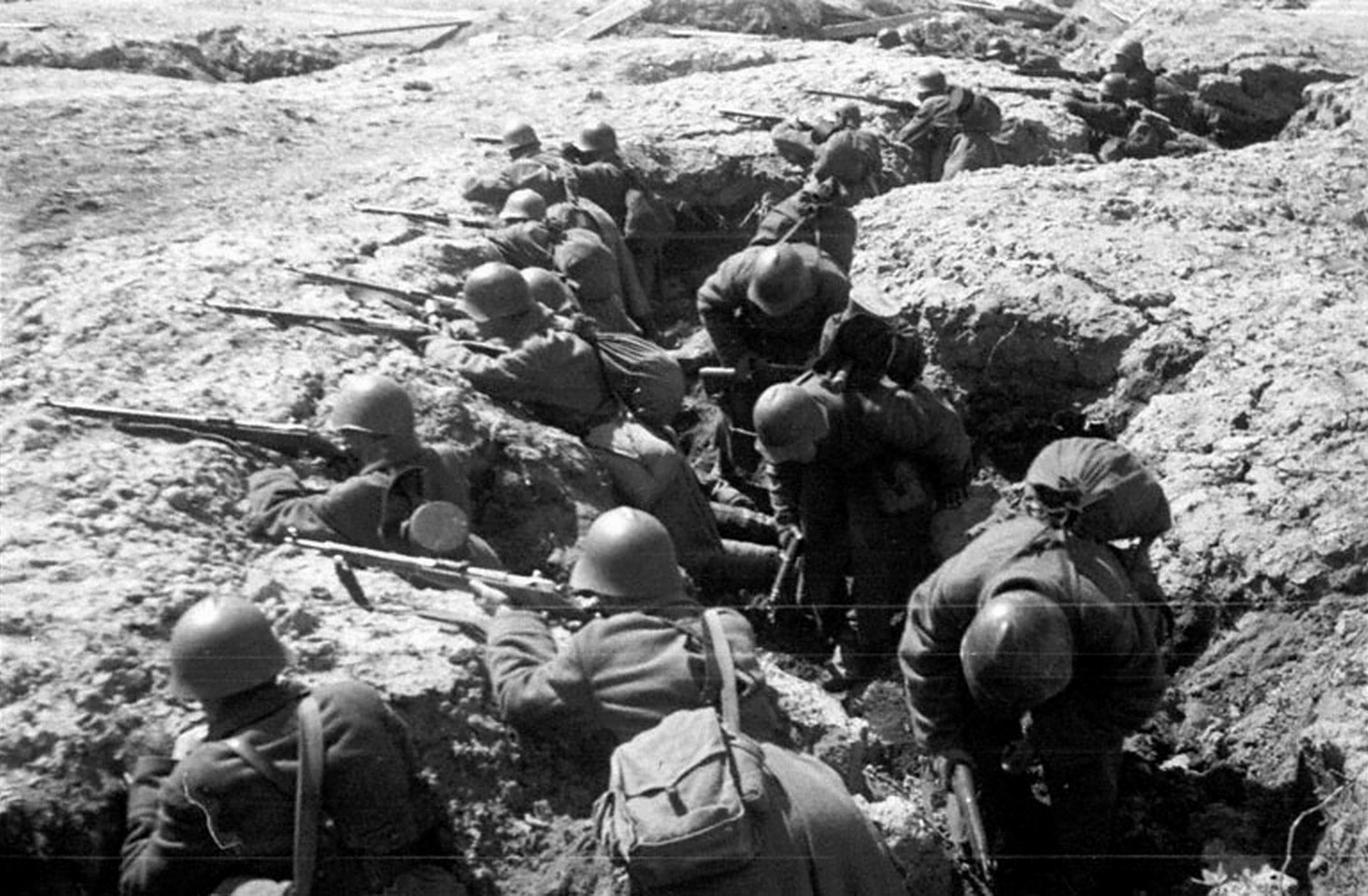
列宁格勒前线的督战队与德军作战

这一制度在第二次世界大战期间被大规模重新建立。1941年6月27日，为应对苏军在与德军战斗中溃散和大量逃兵的报告，苏联国防人民委员部反间谍总局发布指令，成立由内务人民委员部秘密警察组成的机动阻击部队。这些部队部署在道路、铁路和森林等地，负责抓捕“逃兵和可疑人员”。不过此时的督战队的主要认为是排查可疑人员和间谍，但随着军事局势因德国的猛烈进攻而持续恶化，他们获得了新任务：阻止士兵擅自撤离战线。
1941年9月12日，斯大林发布最高统帅部第1919号指令，要求在西南方面军的步兵师中组建督战队，用以压制恐慌性撤退。根据命令，每个红军师需为所属各团配备一个编有运输工具的阻击连，主要任务是维持严格的军事纪律，防止前线崩溃。这些阻击部队通常由普通军事单位组建，并由内务人民委员部指挥。
1942年7月28日，最高统帅部发布第227号命令，设立惩罚营并进一步指派督战队负责阻止这些惩罚部队的撤退或逃跑。惩罚营人员的后方从未由正规红军部队保护，而是始终由NKVD阻击部队监管。 根据第227号命令，每支红军集团军应配备3至5个阻击分队，每队最多200人。

### 德国
二战末期纳粹德国的武装党卫队和督导官也曾强迫准备投降的士兵和平民继续战斗。

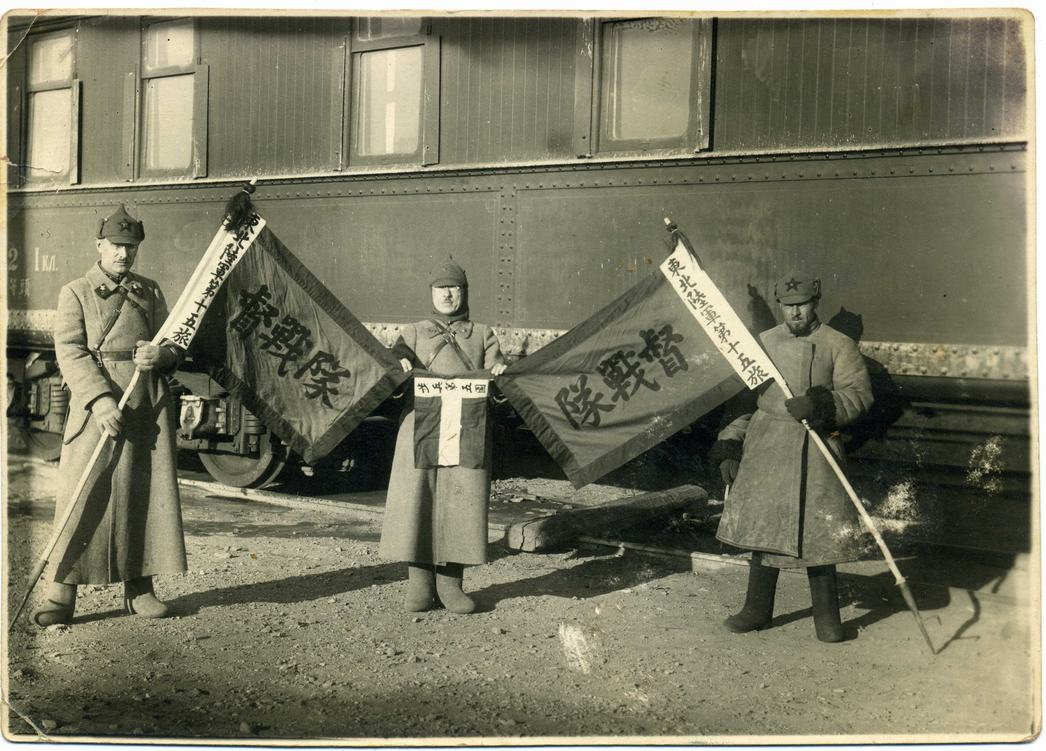
中东路事件中苏联红军所缴获的東北軍督戰隊战旗

### 中国
東北軍曾设置督战队。

## 谣言
法軍並無督戰隊的編制，也無動用督戰隊槍殺逃兵的紀錄。而關於法軍利用大砲轟擊士兵的謠言，實際的原型為1917年9月駐守在法國拉庫爾蒂訥的俄羅斯遠征軍第一旅對叛亂士兵的轟擊。其中包含將1917年法军哗变的成因捏造成反抗督戰隊，而不是史實中的進攻貴婦小徑傷亡過大。在處決數字上，也經常給予誇大，但史實中只有至多55人被處決。